# Ewa Grabowska
Ewa Grabowska, coniugata Gaczorek (Nowy Targ, 8 settembre 1962), è un'ex sciatrice alpina polacca.

## Biografia
Specialista delle prove tecniche, la Grabowska conquistò il primo successo in carriera in occasione degli Europei juniores di Madonna di Campiglio 1980, dove vinse la medaglia d'oro nello slalom speciale; in Coppa del Mondo ottenne il primo piazzamento il 30 gennaio 1983 a Les Diablerets in combinata (15ª) e i migliori piazzamenti il 9 febbraio successivo a Maribor e il 17 dicembre dello stesso anno a Piancavallo, chiudendo in entrambi i casi all'8º posto in slalom speciale. Ai XIV Giochi olimpici invernali di Sarajevo 1984, sua unica presenza olimpica, si classificò 31ª nello slalom gigante e 13ª nello slalom speciale; l'ultimo piazzamento della sua carriera fu il 9º posto ottenuto nello slalom speciale di Coppa del Mondo disputato il 18 marzo dello stesso anno a Jasná.

## Palmarès

### Europei juniores
- 1 medaglia[1]:
  - 1 oro (slalom speciale a Madonna di Campiglio 1980)

### Coppa del Mondo
- Miglior piazzamento in classifica generale: 51ª nel 1984